# Eine verhängnisvolle Affäre
Eine verhängnisvolle Affäre ist ein US-amerikanischer Thriller des Regisseurs Adrian Lyne aus dem Jahr 1987 mit Michael Douglas und Glenn Close in den Hauptrollen.

## Handlung
Dan Gallagher ist ein erfolgreicher, glücklich verheirateter Anwalt, der mit seiner Frau Beth und Tochter Ellen in Manhattan lebt. Durch geschäftliche Tätigkeiten macht er Bekanntschaft mit Alex Forrest, einer Verlagslektorin. Als seine Frau mit der Tochter für ein Wochenende die Stadt verlässt, schläft Dan mit Alex. Während er denkt, dass es sich dabei nur um eine flüchtige Affäre handelt, sieht Alex dies ganz anders und beginnt, sich an ihn zu klammern. Als Dan sich verabschieden will, schneidet Alex sich die Pulsadern auf. Er kümmert sich um ihre Verletzung und geht danach.
Alex beginnt damit, Dan zu stalken, und taucht an mehreren Orten auf, um ihn zu treffen. So wartet sie in seinem Büro auf ihn und trifft in seiner Wohnung, die zum Verkauf steht, auf Beth, der sie Interesse am Kauf der Wohnung vortäuscht. Auch eine Einladung zu einer Aufführung von Madame Butterfly ihrerseits lehnt er ab. Des Weiteren ruft sie ihn wiederholt im Büro und zuhause an, stellt ihn schließlich zur Rede und behauptet, sie sei schwanger und plane, das Baby zu behalten. Später erscheint Dan in ihrer Wohnung, um sie zur Rechenschaft zu ziehen, was in einem heftigen Handgemenge mündet. Alex macht klar, dass sie nicht gedenkt, ignoriert zu werden.
Dan zieht mit seiner Familie aus der Stadt nach Bedford, doch das hält Alex nicht auf. Sie schickt Dan ein Tonband, auf dem sie ihn beschimpft, lauert ihm in einem Parkhaus auf und übergießt seinen Wagen mit Säure. Außerdem folgt sie ihm eines Abends nach Hause, um ihn zu bespitzeln. Ihre Obsession eskaliert weiter. Dan geht zur Polizei, um eine einstweilige Verfügung gegen sie zu erwirken (er behauptet, dass diese für einen seiner Mandanten sei), wird aber belehrt, dass ohne stichhaltige Beweise nicht gegen Alex vorgegangen werden kann und dass der angebliche Mandant zu seinem Ehebruch stehen müsse.
Als die Gallaghers eines Tages nicht zu Hause sind, tötet Alex das Zwergkaninchen von Dans Tochter und kocht es auf dem Herd. Dan gesteht Beth daraufhin die Affäre und auch, dass Alex vermeintlich schwanger sei. Wütend verlangt Beth, dass Dan die Wohnung verlässt. Bevor er geht, ruft Dan Alex an und sagt ihr, dass Beth über die Affäre Bescheid wisse. Beth übernimmt den Hörer und droht Alex, dass sie sie umbringen werde, falls Alex die Gallaghers weiterhin belästige. Ohne Dans und Beths Wissen holt Alex daraufhin Ellen von der Schule ab und verbringt etwas Zeit in einem Vergnügungspark mit ihr, bevor sie die Kleine nach Hause bringt. Beth gerät in Panik, als sie Ellen abholen will und sie nicht findet. Auf der Suche nach ihrer Tochter fährt sie verzweifelt umher und gerät dabei in einen Auffahrunfall, bei dem sie verletzt und in ein Krankenhaus eingeliefert wird. Nach ihrer Entlassung verzeiht sie Dan die Affäre, und sie kehren gemeinsam nach Hause zurück.
Der wütende Dan bricht in die Wohnung von Alex ein, greift sie an und erwürgt sie beinahe im Affekt. Alex attackiert Dan daraufhin mit einem Küchenmesser, doch dieser schafft es, sie zu überwältigen. Er legt das Messer weg und verlässt schweigend die Wohnung, während Alex lächelnd an der Küchentheke lehnt. Dan geht zur Polizei, um Alex unter anderem wegen Kidnapping verhaften zu lassen, und die Polizei beginnt mit der Fahndung.
Beth lässt daheim ein Bad für sich ein, als Alex plötzlich mit dem Küchenmesser erscheint. Sie beginnt, ihre Abneigung gegen Beth zu erklären, wobei sie nervös mit dem Messer herumfuchtelt, sich dabei ins Bein schneidet, und greift dann Beth an. Dan hört die Schreie aus dem Badezimmer, stürmt hinein und drückt Alex in die Badewanne, wodurch er sie anscheinend ertränkt. Plötzlich taucht sie wieder aus dem Wasser auf und will Dan mit dem Messer attackieren, wird jedoch von Beth mit Dans Waffe erschossen.
Die letzte Szene zeigt Polizeiautos vor dem Haus der Gallaghers. Nachdem Dan mit der Polizei alles besprochen hat, geht er zurück in die Wohnung, wo Beth auf ihn wartet. Sie umarmen sich und gehen nach oben, während die Kamera auf einem Bild von ihnen und Ellen verweilt.

## Synchronisation
Die deutsche Synchronisation entstand im Auftrag der Berliner Synchron, für die Dialogregie und das deutsche Dialogbuch war Lutz Riedel verantwortlich.
| Rolle          | Darsteller      | Sprecher           |
| -------------- | --------------- | ------------------ |
| Dan Gallagher  | Michael Douglas | Volker Brandt      |
| Alex Forrest   | Glenn Close     | Hallgerd Bruckhaus |
| Beth Gallagher | Anne Archer     | Karin Buchholz     |
| Arthur         | Fred Gwynne     | Arnold Marquis     |

## Rezeption
Eine verhängnisvolle Affäre belegte 8 Wochen Platz 1 auf der Liste 1987 der Box office number-one films in den Vereinigten Staaten und war der Film mit dem zweithöchsten Kassenerfolg 1987 nach Three Men and a Baby. Das American Film Institute setzte Glenn Close auf Platz 7 der Liste der Top 100 heroes and villians.
In dem Film Schlaflos in Seattle mahnt der Vater seinen Sohn zur Vorsicht im Anbahnen von Blind Dates mit den Worten „Ich habe ‚Eine verhängnisvolle Affäre‘ gesehen. Der hat mir einen Riesenschrecken eingejagt. Der hat allen Männern in den USA einen Riesenschrecken eingejagt.“
2009 drehte Regisseur Steve Shill unter dem Titel Obsessed einen ähnlichen Film mit Idris Elba und Ali Larter in den Hauptrollen. 2023 entstand mit Fatal Attraction eine Serienadaption.
Das ursprüngliche Ende war, dass Alex Selbstmord begeht und es so aussehen lässt, als habe Dan sie umgebracht. Testvorführungen ergaben jedoch, dass das Publikum mit diesem Ausgang nicht zufrieden war, so dass das letztlich bekannte Ende nachgedreht wurde. In der japanischen Kinoversion wurde das ursprünglich gedrehte Ende gezeigt.
Im März 2014 hatte im Londoner Theatre Royal Haymarket das Stück Fatal Attraction Premiere. Das Stück beruht auf dem Drehbuch von James Dearden.

## Kritiken
Bei Rotten Tomatoes erhielt der Film eine Positiv-Quote von 75 % auf der Grundlage von 59 Filmkritiken. Der Film wurde in Deutschland von der Filmkritik unterschiedlich aufgenommen. Einerseits wurde der Film wegen der spannenden Erzählweise gelobt. Weitgehend einig war sich die Filmkritik in einem Punkt: Der nicht enden wollende Showdown, der stellenweise an Die Teuflischen von Henri-Georges Clouzot (1954) erinnert, hätte auch kürzer ausfallen dürfen.
Das Lexikon des internationalen Films urteilt, was als psychologisch differenziert gezeichnete Studie um Verantwortung und Schuld beginne, schlage um in einen dicht konstruierten Thriller, der seine Spannungseffekte an einigen Punkten überstrapaziere und in Gefahr gerate, das ernsthafte Thema zu vordergründig aufzulösen.
Oliver Armknecht vom Filmportal filmrezensionen.de schreibt 2023, wer sich nicht an diesen diversen Punkten [mangelnde Glaubwürdigkeit, zu langer Showdown] störe, könne noch immer erstaunlich viel Spaß haben. „Vor allem das entfesselte Spiel von Glenn Close, die hier einer Naturgewalt gleich durch das Leben des Anwalts fegt, ist mehrere Jahrzehnte später noch immer beeindruckend.“

## Auszeichnungen
Eine verhängnisvolle Affäre gewann 9 Filmpreise und erhielt weitere 22 Nominierungen. 1987 erreichte der Film auf der Liste der Top Ten des National Board of Review Platz 1.
- 1988 – Für den Oscar nominiert in den Kategorien Bester Film, Beste Regie, Bestes adaptiertes Drehbuch, Beste Hauptdarstellerin (Close), Beste Nebendarstellerin (Archer) und Bester Schnitt
- 1988 – Für den Golden Globe nominiert in den Kategorien Bester Film – Drama, Beste Regie, Beste Hauptdarstellerin – Drama (Close) und Beste Nebendarstellerin (Archer)
- 1988 – Goldene Leinwand
- 1988 – Goldene Kamera für Glenn Close und Michael Douglas als beste Schauspieler (international)
- 1988 – Für den Saturn Award nominiert in der Kategorie Bestes Drehbuch
- 1989 – BAFTA Award in der Kategorie Bester Schnitt. Außerdem nominiert in den Kategorien Bester Hauptdarsteller (Douglas) und Beste Nebendarstellerin (Archer)
- 1989 – Für den Grammy nominiert in der Kategorie Beste instrumentale Filmmusik
- 1998 – American Film Institute: Liste der 100 besten amerikanischen Thriller aller Zeiten (Platz 28), Top 50 der Schurken (Platz 7 für Alex Forrest)